# لاته ماکیاتو

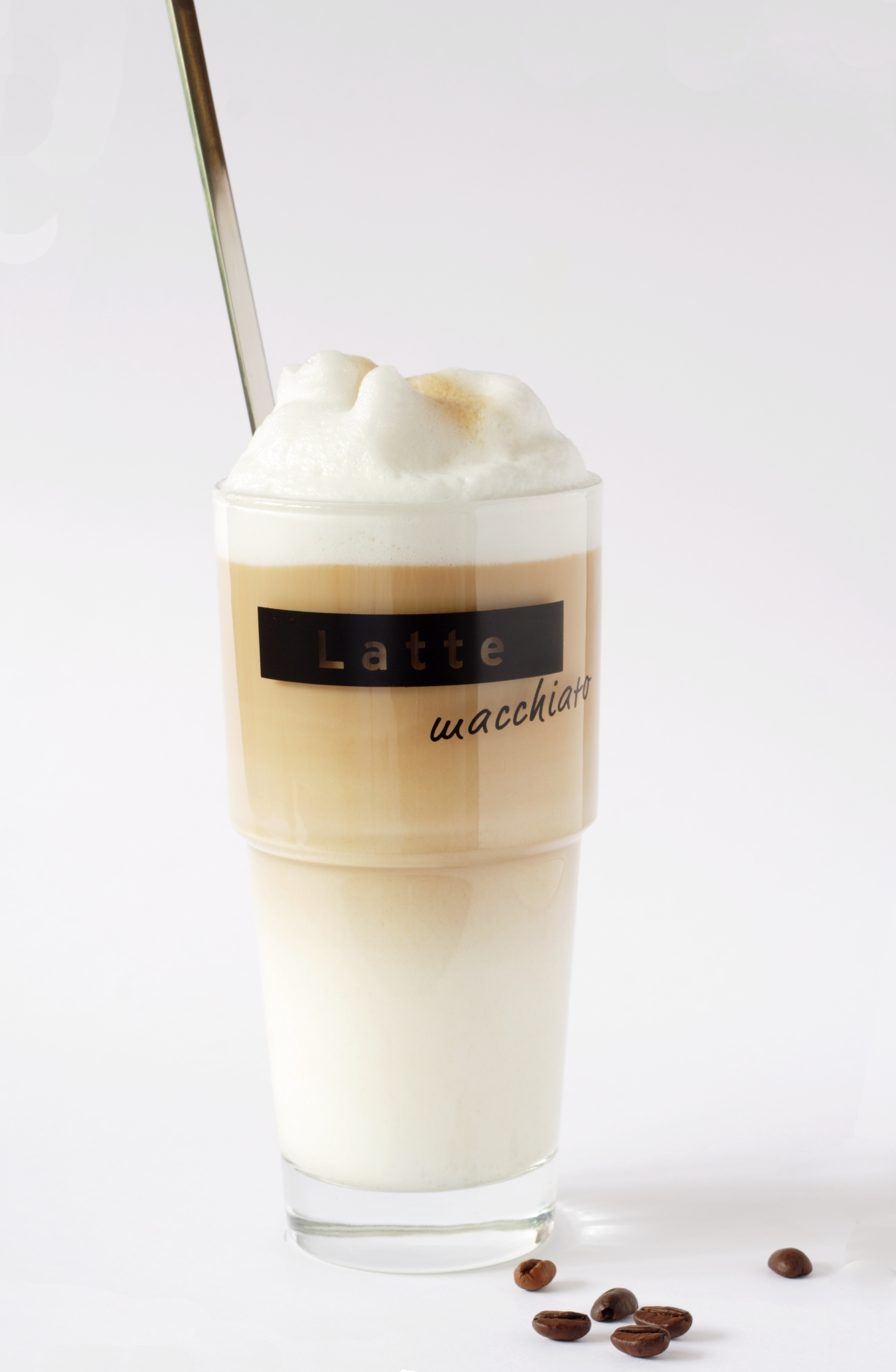
یک لیوان لاته ماکیاتو

لاته ماکیاتو (به ایتالیایی: Latte macchiato) نام نوعی نوشیدنی قهوهٔ ایتالیایی است که از شیر جوشیده‌شده کف کرده و مقدار کمی قهوهٔ پررنگ (اسپرسو) تهیه می‌شود.

## طرز تهیه

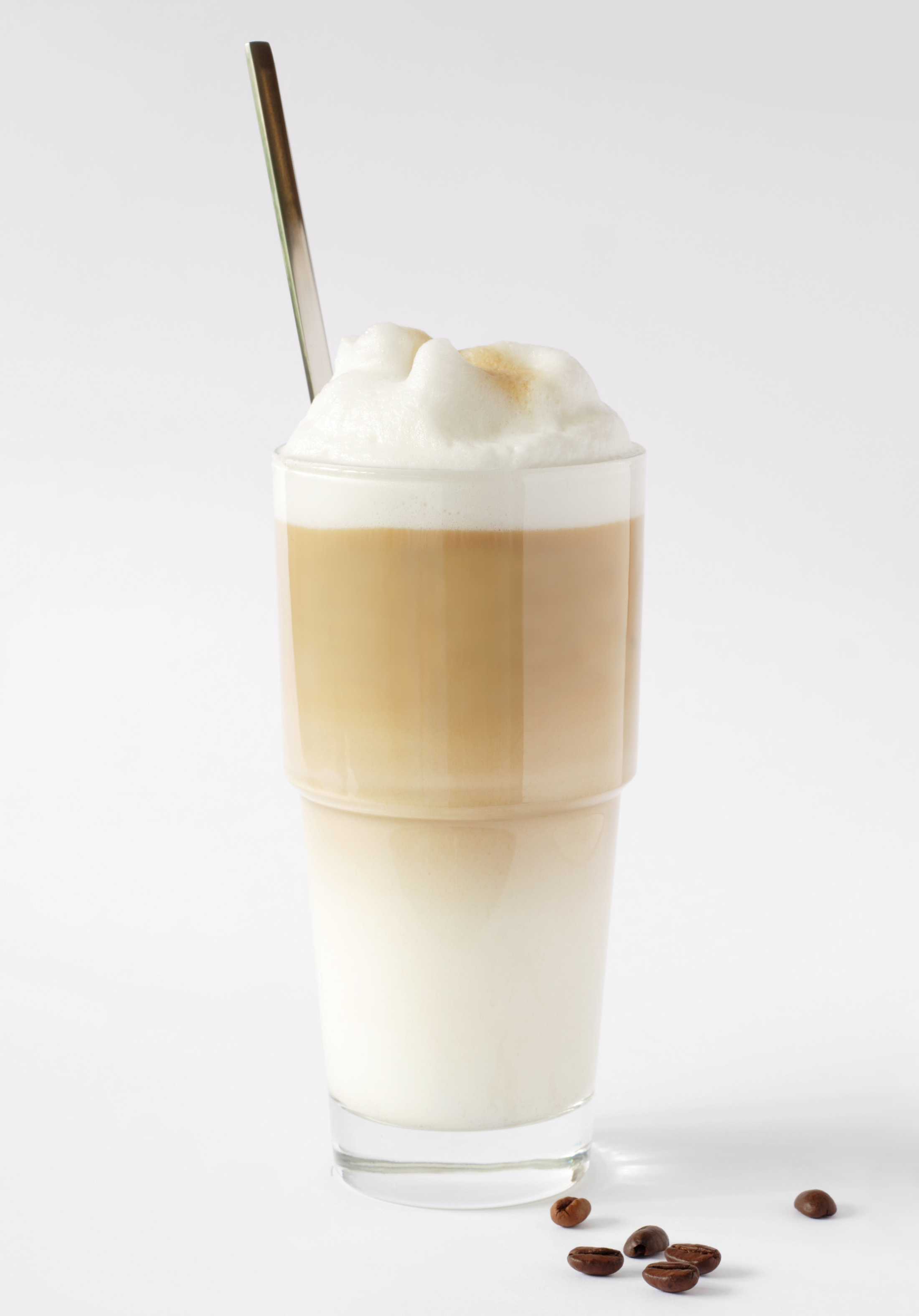
تصویری از لاته ماکیاتو

در زبان ایتالیایی لاته (Latte) به معنای شیر و ماکیاتو (Macchiato) به معنای خال‌خال، نقش‌دار یا لکه‌دار شده است و لاته ماکیاتو، معنای  شیر نقش‌دار یا لکه‌دار شده را می‌دهد. برای تهیهٔ این نوشیدنی در حدود ۲۴۰ میلی‌لیتر شیر داغ کف کرده را درون فنجان یا لیوان ریخته و روی آن را با مقدار کمی اسپرسو (در حدود ۴۵ میلی‌لیتر) «لکه‌دار» می‌کنند. اسپرسو از لایهٔ کف‌مانند روی شیر عبور کرده و با حرکت به سمت پایین به سطح مایع آن می‌رسد و نوشیدنی‌ای سه لایه و سه رنگ (سفید-قهوه‌ای-سفید) را به‌وجود می‌آورد.